# 时母
時母，又譯大黑神女或大黑女（天城体：काली，音译为迦梨或迦利，字面意思是“黑色的”）為印度教的一个重要女神。传统上她被认为是湿婆之妻雪山神女的化身之一，为威力强大的降魔相。「迦梨」一词也可解释为「时间」，故中文又译為時母。在后期的信仰体系中，时母被认为与时间和变化有关，象征着强大和新生。
时母的造型通常为有四只手臂的凶恶女性，全身黑色，身穿兽皮（上身往往赤裸），舌头则伸出口外。她的脖子上挂着一串人头，腰间又系着一圈人手。四只手中有的持武器，有的提着被砍下的头颅。时母的脚下常常踩着她的丈夫湿婆。

## 字源
在梵文中，迦利的男性形態為卡拉，意思為黑色，也有時間的意思。

## 神话学
时母是古婆羅門教体系中的神祇，起初就是面露凶光的女神。現代印度教对她的崇拜在许多方面与早期的婆羅門教相冲突，如要求鲜血祭祀，甚至要求人祭，獵首祭祀。时母是上古婆羅門教中早就存在的女神，面相凶恶，吐出舌头。
有一說時母的原形可能來自於梨俱吠陀中的死亡女神涅哩底，涅哩底也是全身黑色，並且相貌兇惡。但涅哩底並不需要鮮血祭祀，而且也不具有時母作為降魔武士的功能。
吠陀本集中没有出现过时母的名字。《秃顶奥义书》提到了迦梨这个单词，说它是火神阿耆尼的7种火舌之一，但没有证据表明这里的迦梨一词和后来被人格化的时母有关。史诗《摩诃婆罗多》中提到时母的地方寥寥无几，而且並没有什麼系统性的说明。最主要的一段出现于《夜袭篇》，在马嘶和成铠杀光了般度族的残军时，一位“黑色的女神”在旁边显现，似乎是在帮助他们。这里对“黑色女神”的描述，如“血红的嘴巴”、“血红的眼睛”与时母相似。
有少數學者認為，时母的形象在往世书时代才真正定型，《摩根德耶往世书》被认为是最早的描述了时母女神的文献。该往世书中关于时母的部分即著名的大战罗乞多毗阇的故事。研究印度宗教的专家戴维·金斯利认为，在时母首次出现于摩根德耶往世书之前，可能已有一些非雅利安的小部落在崇拜摩诃婆罗多中提到的“黑色女神”。无论如何，摩根德耶往世书已经开始试图把时母和其他一些女神（尤其是旃蒙陀）混同起来。

## 神话
关于时母的神话，主要就是她与阿修罗罗乞多毗阇（血种）作战的故事。这个故事最早出现于《摩根德耶往世书》。阿修罗與诸魔大举进攻天界，由于他们的首腦曾經得到了梵天的祝福，众天神根本无法抵挡。天神们只好請求湿婆的帮助。湿婆此时正在修行，众神不敢打扰他，幸而他的妻子雪山神女伸出了援手，她派出自己的化身难近母和时母去与阿修罗作战。难近母很轻易地打败了许多阿修罗，但罗乞多毗阇却很难对付。这个怪物产生出一千个和他一樣厲害的化身，后患无穷。难近母用弓箭把罗乞多毗阇射得遍体鳞伤，但却只是恶化了形势，因为从他伤口滴出的血产生出了无数的新恶魔。难近母恨不得将这恶魔千刀万剐，当她的愤怒到达顶点时，她怒眉紧锁的额头开始发黑，由此诞生出嗜血的黑色女神时母。时母拥有比难近母更强大的力量，是纯属以战斗和杀戮为乐的毁灭女神。时母张开血盆大口把罗乞多毗阇整个吞了下去，并把他的血液一滴不剩地喝掉。时母在消灭了這隻惡魔后由于过度兴奋而疯狂地跳起舞来，她的雙腳大力踐踏土地，令三界眾生的生活都受到严重影響。濕婆為減輕眾生的痛苦，就躺在时母的腳下任其踐踏。這就是时母總是被塑造成脚踩湿婆的原因。
另一則神話打趣地說了時母的出現，雪山神女原來代表的是湿婆的黑色“性力”，天生就拥有黑色的肌肤，是個黑美人。有一次湿婆抱着雪山神女时，湿婆開玩笑，说她的皮肤太黑，倚在他雪白的身上时，仿佛一条黑蛇爬上一棵檀香树。听到湿婆这样说她，自尊心很强的雪山神女非常生气，一個人离开了喜马拉雅山，专心过起了苦行生活。最终她苦修成功，梵天赐予了她一身金色的肌肤。于是她身上脱落下来的黑色化为了迦梨女神（時母）。

## 崇拜
对时母的崇拜在性力派中占有重要地位。性力派是受到上古希臘的地母神信仰影响的一个印度教强大派别，认为女神的性力为宇宙的本源。如时母即被认为代表湿婆的性力。现在最盛行时母崇拜的地区是印度东北部和孟加拉。在印度教的主要节日排灯节来临时，大部分地区的人纪念女神吉祥天女，而孟加拉和阿萨姆邦的居民则纪念时母。
经常有人把时母与17至19世纪印度惡名昭著的盗匪集团薩吉联系起来。实际上时母的崇拜者中只有极小的一部分参与了盗匪活动，而盗匪也并非全是时母崇拜者。这种误解可能是源于献给时母的血腥祭祀与盗匪杀人越货行为的联想。在英国殖民统治时期，性力派信徒仍然有以人或人頭为祭品獻给提毗女神（时母與雪山神女等女神的真身）的现象。这种行为在英国殖民当局全力禁止下才逐渐消失。

## 割舌事件
2016年，来自印度中央邦TRS学院的19岁女大学生Aarti Dubey梦见时母割下她的舌头來供奉自己，並承諾為她实现愿望。受到託夢後，她隔天来到神殿，将自己的舌头用利刃割下供奉時母，鮮血淋漓並且當場昏迷不醒，廟裏的祭司隨便在她臉上蓋了條布，沒有把她送醫，只是不斷地在旁邊誦經祈禱了5個小时。她醒來後居然沒有就醫，還是繼續參與祭祀活動，在好心人士報警之下，警方派遣救護車前去送醫，醫師對她進行了急救處理，確認她沒有生命危險，然後把她送回了家。

## 图库

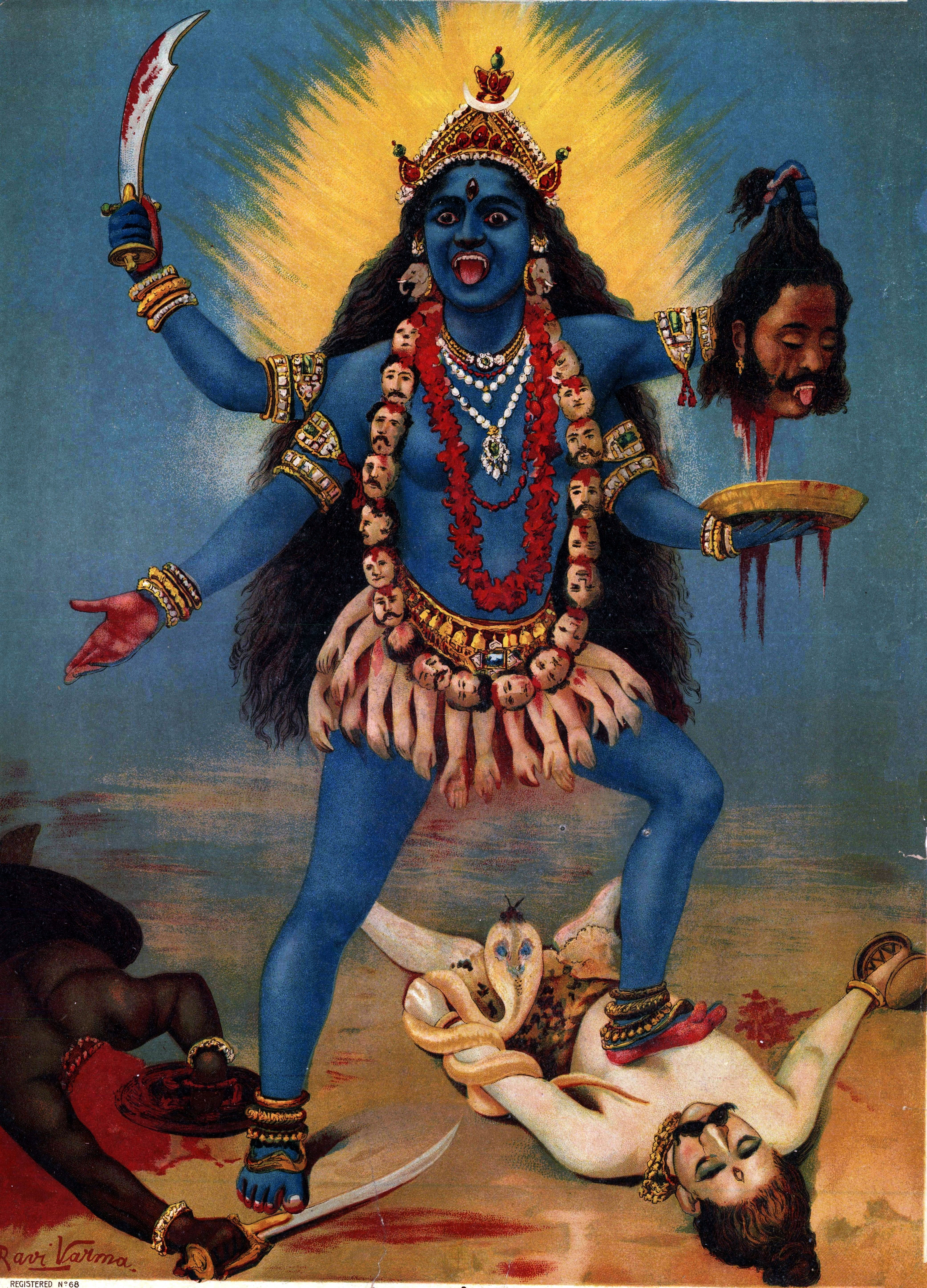
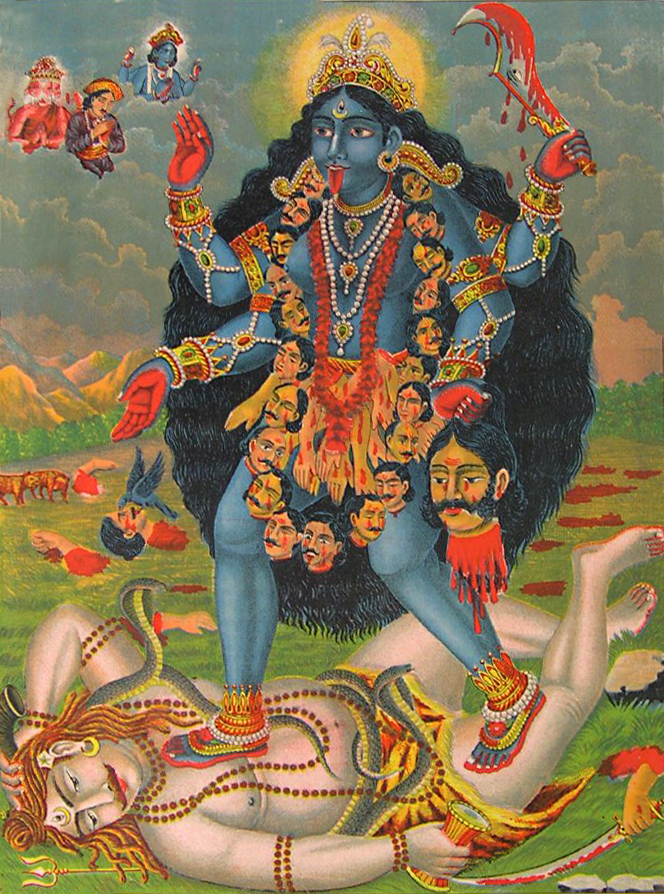
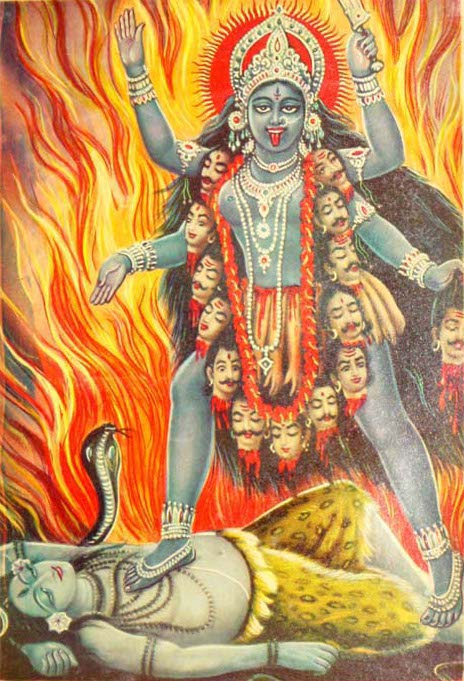
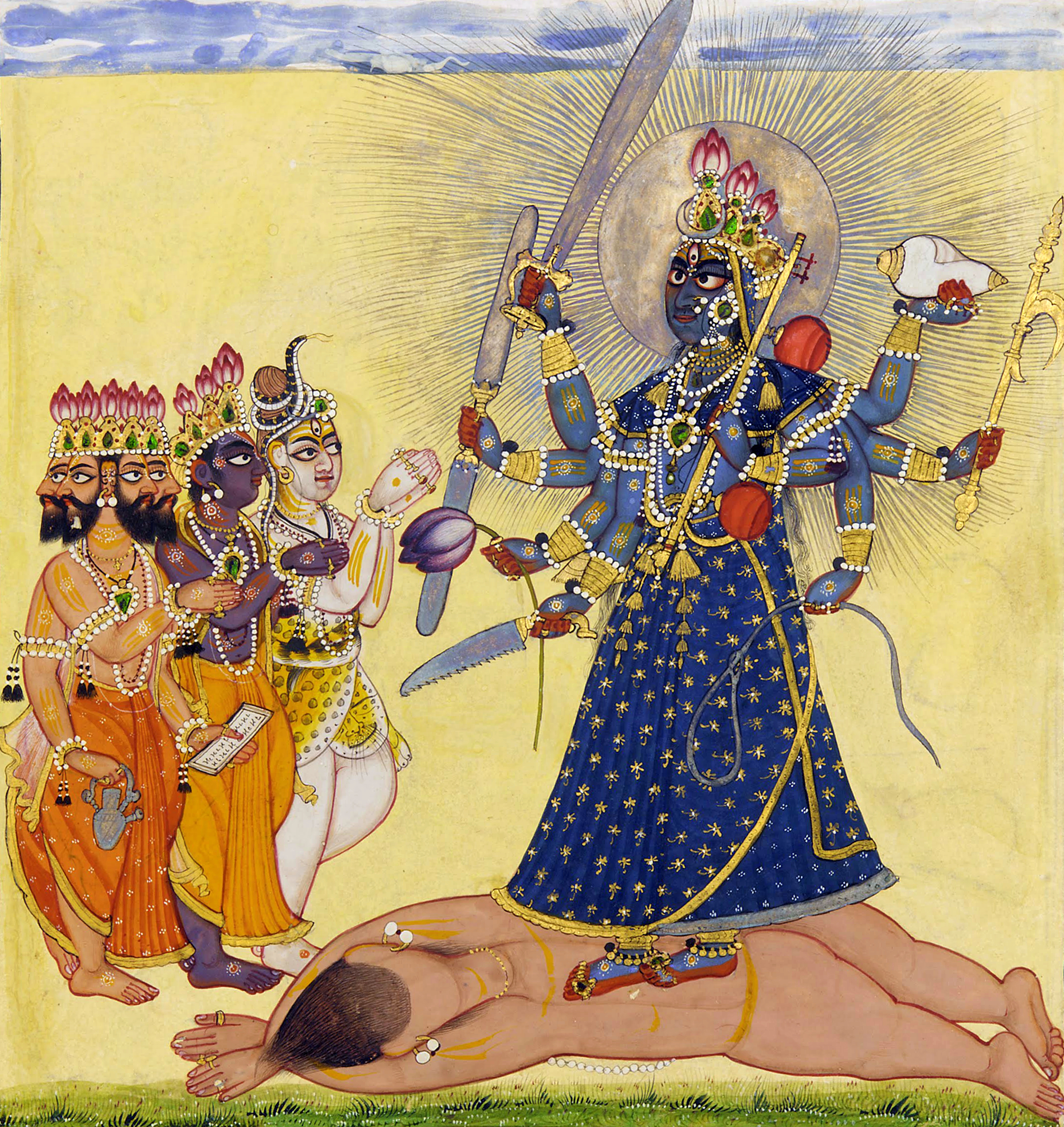
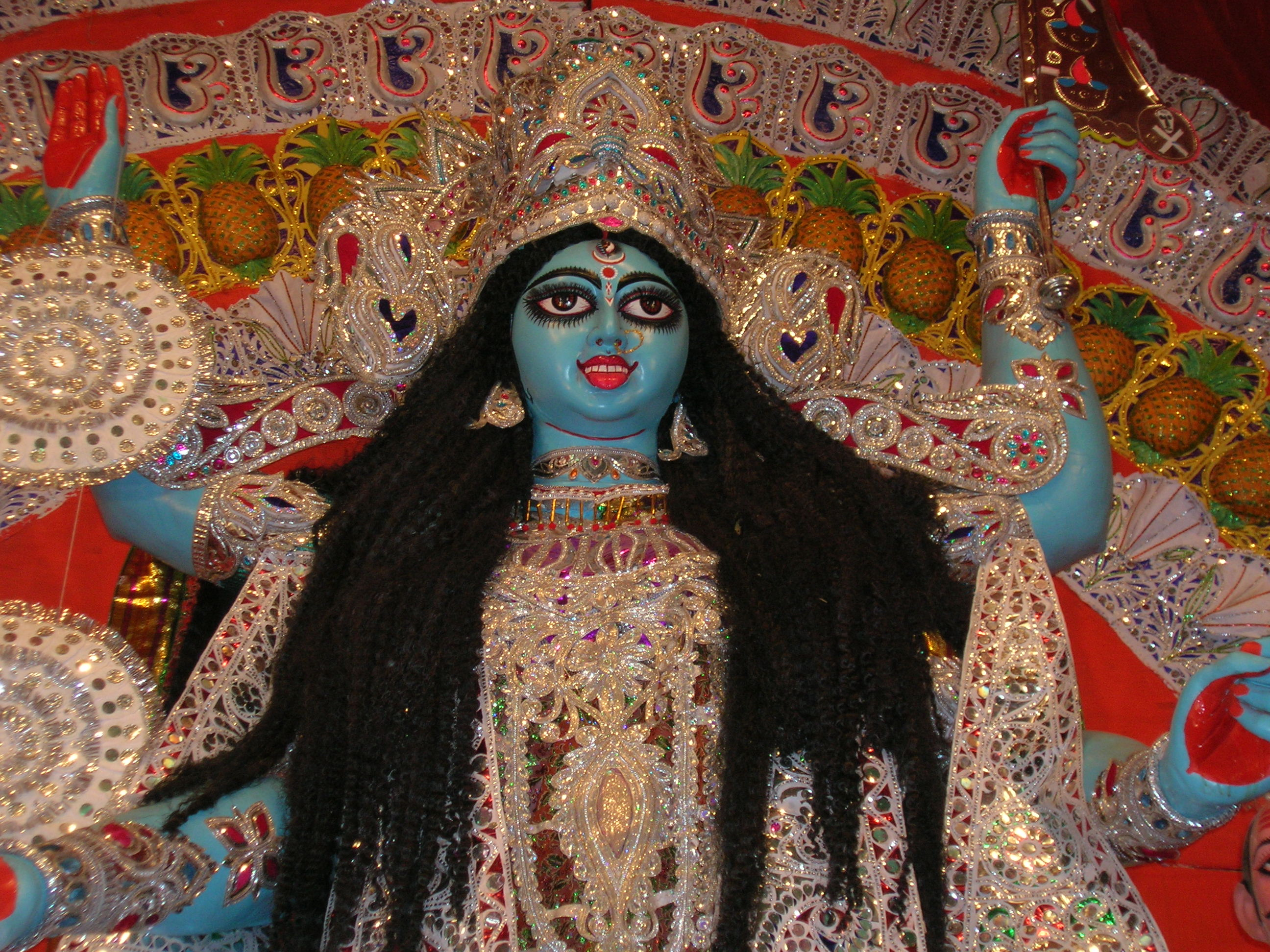
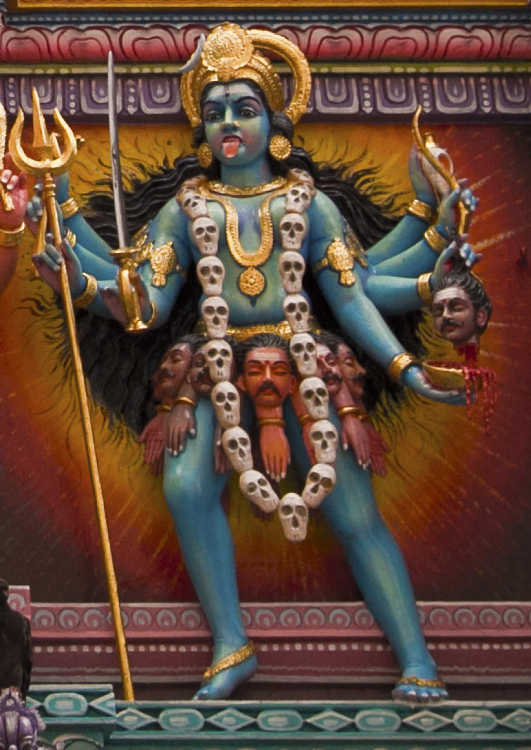
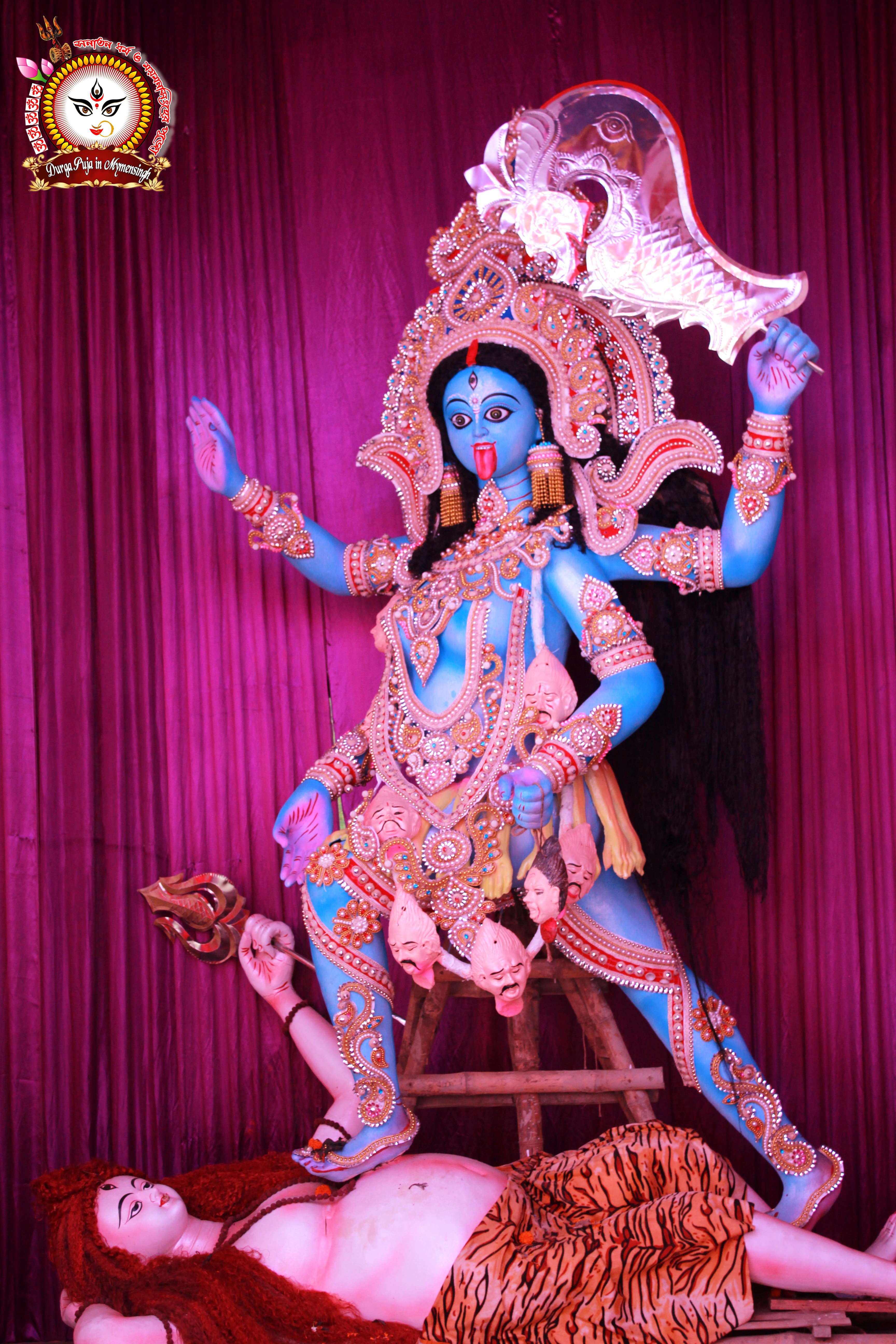
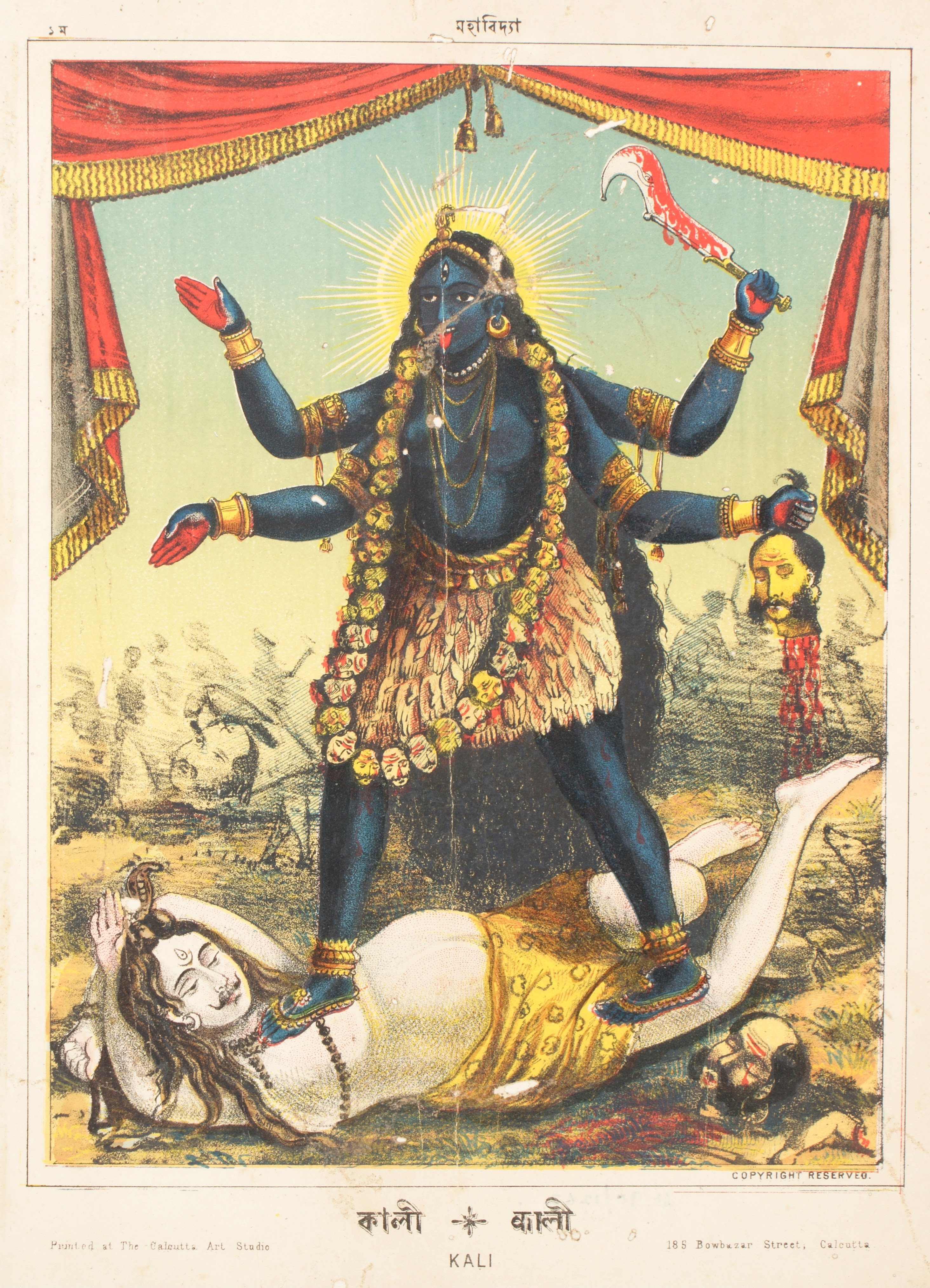

## 资料来源
- 《世界神话辞典》，辽宁人民出版社，鲁刚主编，ISBN 7-205-00960-X
- 《宗教词典》，上海辞书出版社，任继愈主编，1981年版
- 《Sword and the Flute - Kali and Krsna: Dark Visions of the Terrible and the Sublime in Hindu Mythology》，David R. Kinsley
- 《梵语文学史》，金克木著，江西教育出版社，ISBN 7539231505/I351·092
- 《印度教与佛教史纲》，查尔斯·埃利奥特著，中文版第一卷，商务印书馆，统一书号：11057·517